# Матеріалістичний фемінізм
Матеріалістичний фемінізм виділяє капіталізм і патріархат як центральні в розумінні утиску жінок. У матеріалістичному фемінізмі гендер розглядається як соціальна конструкція, суспільство нав’язує жінкам гендерні ролі, наприклад, народження дітей. Ідеальне бачення матеріалістичного фемінізму — це суспільство, в якому до жінок ставляться соціально й економічно так само, як і до чоловіків. Теорія зосереджується на соціальних змінах, а не на пошуках трансформації в рамках капіталістичної системи. 
Дженніфер Вік визначає матеріалістичний фемінізм як «фемінізм, який наполягає на дослідженні матеріальних умов, за яких розвиваються соціальні домовленості, у тому числі гендерна ієрархія... матеріалістичний фемінізм уникає розглядати цю гендерну ієрархію як ефект єдиного... патріархату і замість цього вимірює мережу соціальних і психічних відносин, які складають матеріальний, історичний момент». «...Матеріалістичний фемінізм стверджує, що всілякі матеріальні умови відіграють життєво важливу роль у соціальному виробництві гендеру, і аналізує різні способи, якими жінки співпрацюють та беруть участь у цих виробництвах».  Матеріалістичний фемінізм також розглядає, як жінок та чоловіків різних рас і етнічних груп утримують в нижчому економічному статусі через дисбаланс сил, який дає привілеї тим, хто вже має привілеї, тим самим захищаючи статус-кво. Феміністки-матеріалістки запитують, чи мають люди доступ до безкоштовної освіти, чи можуть вони робити кар’єру, чи мають доступ або можливість стати багатими, а якщо ні, то які економічні чи соціальні обмеження заважають їм це зробити, і як це можна змінити.

## Історія
Термін матеріалістичний фемінізм з'явився наприкінці 1970-х і пов'язаний з такими ключовими мислительками, як Розмарі Геннессі, Стіві Джексон і Крістін Дельфі. 
Розмарі Геннесі простежує історію матеріального фемінізму в роботах британських і французьких феміністок, які віддавали перевагу терміну матеріалістичний фемінізм перед марксистським фемінізмом. На їхню думку, марксизм потрібно було змінити, щоб пояснити статевий поділ праці. Марксизм не справлявся з цим завданням через свою класову упередженість і зосередженість на виробництві. Фемінізм також був проблематичним через есенціалістичну та ідеалістичну концепцію жінки. Матеріалістичний фемінізм тоді з’явився як позитивний замінник марксизму та фемінізму і вказав на нерівний розподіл соціальних ресурсів. 
Матеріалістичний фемінізм частково виник із робіт французьких феміністок, зокрема Крістін Дельфі. Вона вважала, що в нашому суспільстві існують два способи виробництва: промисловий і побутовий. Перший спосіб допускає капіталістичну експлуатацію, а другий — сімейну та патріархальну експлуатацію. Вона стверджувала, що матеріалізм є єдиною історичною теорією, яка розглядає пригнічення як основну реальність життя жінок. Дельфі стверджує, що саме тому жінкам і всім пригнобленим групам потрібен матеріалізм, щоб дослідити своє становище. Для Дельфі «відштовхуватися від гноблення визначає матеріалістичний підхід, гноблення є матеріалістичною концепцією».  Вона стверджує, що домашній спосіб виробництва був місцем патріархальної експлуатації та матеріальною основою гноблення жінок. Далі Дельфі стверджувала, що шлюб — це трудовий договір, який дає чоловікам право експлуатувати жінок. 
Велика внутрішня революція Долорес Гейден є референсом. Гейден описує матеріалістичний фемінізм того часу як переосмислення відносин між приватним домашнім простором і громадським простором, представляючи колективні варіанти зняти «тягар» з жінок щодо хатньої роботи, приготування їжі та інших традиційних жіночих домашніх робіт. 

## Ставлення до марксистського фемінізму
Марксистський фемінізм зосереджений на дослідженні та поясненні способів пригнічення жінок через системи капіталізму та приватної власності. Матеріалістичний фемінізм був розроблений як удосконалення марксизму, оскільки вважалося, що марксистський фемінізм не зміг вирішити питання поділу праці, особливо в домашніх умовах. Нинішня концепція сягає своїм корінням у соціалістичний та марксистський фемінізми; Розмарі Геннесі та Кріс Інгрехем, редакторки журналу Materialist Feminism: A Reader in Class, Difference, and Women's Lives, описують матеріалістичний фемінізм як «кон’юнктуру кількох дискурсів — історичного матеріалізму, марксистського та радикального фемінізму, а також постмодерністських і психоаналітичних теорій значення і суб'єктивності». 

## Міжсекційні підходи
Матеріалістичний фемінізм критикували за припущення загального пригнічення жінок. Зосереджуючись на капіталістичних відносинах у поєднанні з патріархатом, матеріальний фемінізм не включає жінок різних класів, сексуальної та етнічної приналежності. Гейзел Карбі кинула виклик матеріальному феміністському аналізу сім'ї як універсального гніту для всіх жінок. Натомість вона звернула увагу на те, що сімейні цінності відрізняються для чорношкірих жінок і чоловіків, так само як і поділ праці є расовим. 
В останні роки матеріалістична феміністична думка намагалася зосередитися на транснаціональних проблемах. Вчені розглядають глобальні економічні зміни у зв'язку з фемінізацією бідності. Науковиці також працюють над створенням транснаціонального феміністичного порядку денного. Наприклад, Розмарі Геннессі аналізує низову організацію в чотирьох громадах макіладора вздовж північного кордону Мексики. Дослідження стверджує, що глобальна природа патріархату та капіталізму підтримує «політичну економію статі». 

## Критика
Відносини між матеріалізмом і фемінізмом були описані як «проблемні» і розцінені як «нещасна пара». Було також занепокоєння щодо загальної двозначності матеріалістичного фемінізму. Було поставлено питання про те, чи є диференціація між матеріалістичним фемінізмом і марксистським фемінізмом достатньо великою, щоб стати гідним внеском у феміністську теорію. Однак головна критика матеріалістичного фемінізму пов'язана з відсутністю інтерсекційності в теорії. Хоча матеріалістичний фемінізм завжди зосереджував увагу на ідеї, що гендер — це соціальна конструкція, Розмарі Хеннесі коментує, що останнім часом чинився тиск, щоб визнати відмінності у визначенні «жінки» і як це перетинається не тільки з класом, але й з расою, сексуальністю і статтю.
Внесок Крістін Дельфі в матеріалістичний фемінізм також був предметом критики, наприклад, Мішель Баррет і Мері МакІнтош припускають, що матеріалістичний фемінізм має дуже вільне тлумачення патріархату, і що стаття Дельфі «На шляху до матеріалістичного фемінізму» зосереджена на пригніченні дружин і не може пов’язати це з глобальним пригніченням жінок загалом.
Стіві Джексон також висловлює занепокоєння з приводу нещодавнього відродження матеріального інтересу, заявляючи, що багато нових ідей зводили матеріал до капіталістичних ідей, і що «це може повернути нас до найменш продуктивних форм марксизму 1970-х років». 